# Aymen Toumi
Pour les articles homonymes, voir Toumi (homonymie).
Aymen Toumi (arabe : أيمن التومي), né le 11 juillet 1990 à Sousse, est un handballeur tunisien jouant au poste d'ailier droit.

## Carrière

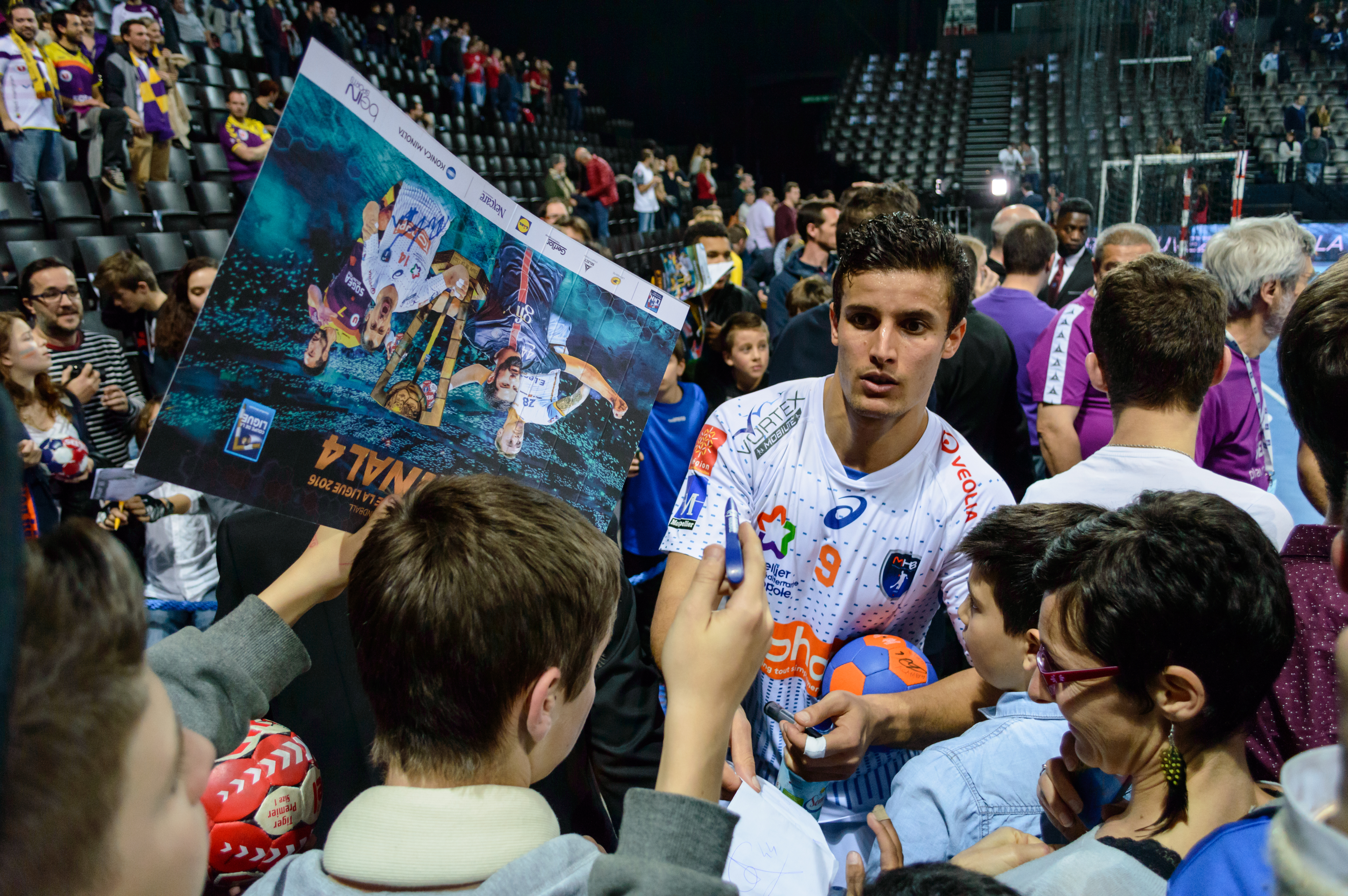
Aymen Toumi signant des autographes le 12 mars 2016.

En 2009, il termine avec la Tunisie à la quatrième place du championnat du monde cadet. Deux ans plus tard, il remporte la médaille de bronze au championnat du monde junior.
Le 2 novembre 2012, il signe un contrat de trois ans avec le HBC Nantes. Aymen Toumi rejoint le club de Montpellier AHB pour la saison 2015-2016 et ce pour un an. En 2016, il signe un contrat de trois ans avec Montpellier.
Le 27 janvier 2018, il remporte la médaille d'or au championnat d'Afrique, en battant l'Égypte avec la sélection tunisienne, mais se blesse lors de la finale de la compétition, souffrant d'une rupture du tendon d'Achille droit le contraignant à mettre un terme à sa saison. Quelques mois plus tard, Montpellier gagne la Ligue des champions de l'EHF, Toumi ayant marqué 23 buts au cours de la saison.
Cependant, il est mis à pied par son club le 25 avril, dans l'attente d'un entretien préalable à un éventuel licenciement. Il lui est reproché d'avoir participé à des paris sportifs concernant le handball. Son coéquipier en équipe nationale, Amine Bannour, qui évolue à Chambéry et lui aussi concerné par cette affaire, est mis à pied le 20 avril 2018 puis licencié pour faute grave le 7 mai. Il n'apparaît ainsi plus dans l'effectif de Montpellier pour la saison 2018-2019.
Après un an d'inactivité, il s'engage pour la saison 2019-2020 avec le Frontignan Thau Handball (Nationale 1), puis avec l'AS Monaco Handball (Nationale 2).

## Palmarès

### Clubs
- Vainqueur de la coupe de Tunisie : 2010
- Vainqueur du championnat de Tunisie : 2011
- Vainqueur de la coupe de la Ligue française : 2015, 2016
- Vainqueur de la coupe de France : 2016[10]
- Vainqueur de la Ligue des champions masculine de l'EHF : 2018

Supercoupe d'Afrique
- Médaille d'or à la supercoupe d'Afrique 2013 ( Tunisie)
- Médaille d'argent à la supercoupe d'Afrique 2011 ( Cameroun)

Ligue des champions d'Afrique
- Médaille d'or à la Ligue des champions d'Afrique 2010 ( Maroc)
- Médaille d'argent à la Ligue des champions d'Afrique 2011 ( Nigeria)

Coupe d'Afrique des vainqueurs de coupe
- Médaille d'or à la coupe d'Afrique des vainqueurs de coupe 2012 ( Tunisie)
- Médaille de bronze à la coupe d'Afrique des vainqueurs de coupe 2013 ( Tunisie)

### Équipe nationale
Jeux olympiques
- 8e aux Jeux olympiques de 2012 ( Royaume-Uni)
- 12e aux Jeux olympiques de 2016 ( Brésil)

Championnats du monde
- 11e au championnat du monde 2013 ( Espagne)

Championnats d'Afrique
- Médaille d'or au championnat d'Afrique 2012 ( Maroc)
- Médaille d'or au championnat d'Afrique 2018 ( Gabon)

Autres
- 4e au championnat du monde cadet 2009 ( Tunisie)
- Médaillé de bronze au championnat du monde junior 2011 ( Grèce)
- Médaillé de bronze aux Jeux panarabes de 2011 ( Qatar)